# Juana de Mendoza y Toledo
Juana de Mendoza y Toledo ( Desconocido –1595), fue una noble castellana, consorte del VIII Señor de Fuentidueña.

## Orígenes familiares
Juana de Mendoza y Toledo, fue hija de Álvaro de Mendoza, señor de Bella, castellano del Castel Nuovo de Nápoles, comendador de Mestanza en la Orden de Calatrava y gentilhombre de la Cámara de Felipe II, que era hijo a su vez de Pedro González de Mendoza y Carrillo, señor de la Torre de Esteban Hambrán, y de Isabel de Alarcón, II marquesa de la Valle Siciliana. Su madre, Ana de Toledo, era hija de Pedro Álvarez de Toledo y Zúñiga, virrey de Nápoles, y de María Osorio Pimentel, su primera mujer, II marquesa de Villafranca.

## Biografía
Juana de Mendoza y Toledo fue dama de la emperatriz María de Austria, hasta que se retiró al Convento de las Descalzas Reales de Madrid, que había sido fundado en 1559 por su hermana menor, Juana de Austria, al quedar precozmente viuda y donde también vivió hasta su muerte en 1573.

## Muerte y sepultura
Juana de Mendoza y Toledo falleció en Fuentidueña, a los pocos día del nacimiento de su única hija, y recibió sepultura en el convento de San Francisco de dicha localidad.

## Matrimonio e hijos
Juana de Mendoza y Toledo contrajo matrimonio con Antonio de Luna y Enríquez de Almansa, VIII Señor de Fuentidueña, con el que tuvo una única hija, Ana de Luna y Mendoza, II condesa de Fuentidueña.